# Langston Galloway
Langston Galloway (ur. 9 grudnia 1991 w Baton Rouge) – amerykański koszykarz, występujący na pozycjach rozgrywającego oraz rzucającego obrońcy, obecnie zawodnik College Park Skyhawks.
21 lipca 2016 podpisał umowę z klubem New Orleans Pelicans. 20 lutego 2017 w wyniku transferu trafił do Sacramento Kings. 7 lipca 2017 został zawodnikiem Detroit Pistons.
28 listopada 2020 dołączył do Phoenix Suns. 16 grudnia 2021 zawarł 10-dniową umowę z Brooklyn Nets. 7 stycznia 2022 podpisał 10-dniowy kontrakt z Milwaukee Bucks. 21 stycznia 2022 powrócił do składu College Park Skyhawks.

## Osiągnięcia
Stan na 8 lutego 2022, na podstawie, o ile nie zaznaczono inaczej.
NCAA
- Uczestnik turnieju NCAA (2014)
- Mistrz turnieju konferencji (2014)
- Debiutant Roku Philadelphia Big 5 (2011)
- Laureat Palumbo Award (2014)
- Zaliczony do składów:
  - I składu:
    - konferencji Atlantic 10 (2014)
    - All-Big 5 (2012, 2014)
    - debiutantów Atlantic 10 (2011)
    - turnieju konferencji Atlantic 10 (2014)

  - II składu:
    - Atlantic 10 (2012)
    - All-Big 5 (2013)

D-League
- Lider D-League w przechwytach (2015)

NBA
- Wicemistrz NBA (2021)[8]
- Zaliczony do II składu debiutantów NBA (2015)[9]